# Kurgarten (Bad Reichenhall)

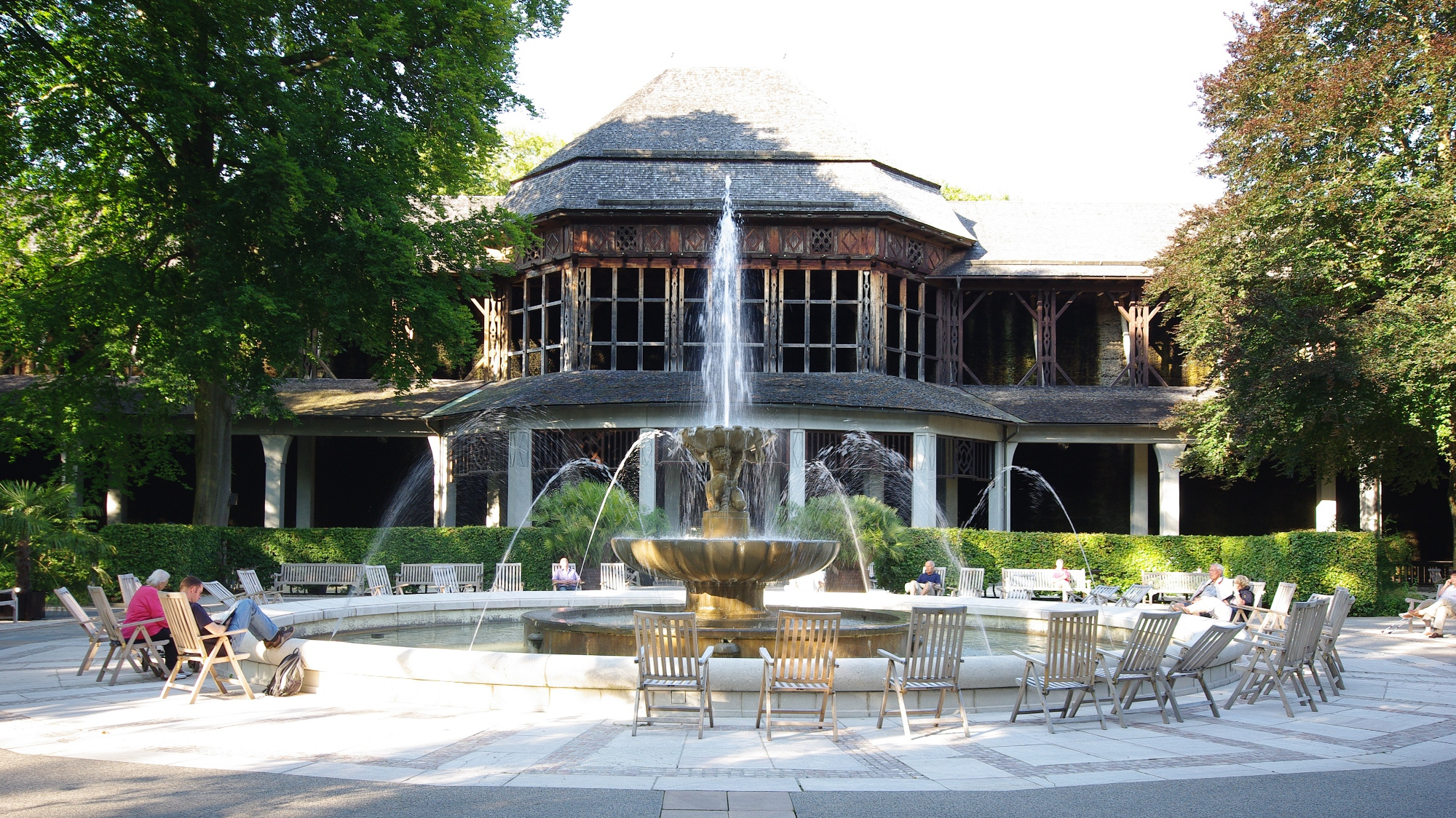
AlpenSole-Springbrunnen (ehem. Atlasbrunnen) und Gradierhaus im Kurgarten

Der Kurgarten (auch: Königlicher Kurgarten, seltener: Kurpark) ist ein Park in Bad Reichenhall, der ab 1868 von dem Münchner Hofgarteninspektor Carl von Effner schrittweise gestaltet wurde.
Der Kurgarten mit Wandelhalle und das Gradierhaus steht unter Denkmalschutz und ist unter der Nummer D-1-72-114-50 in die Bayerische Denkmalliste eingetragen.

## Geschichte

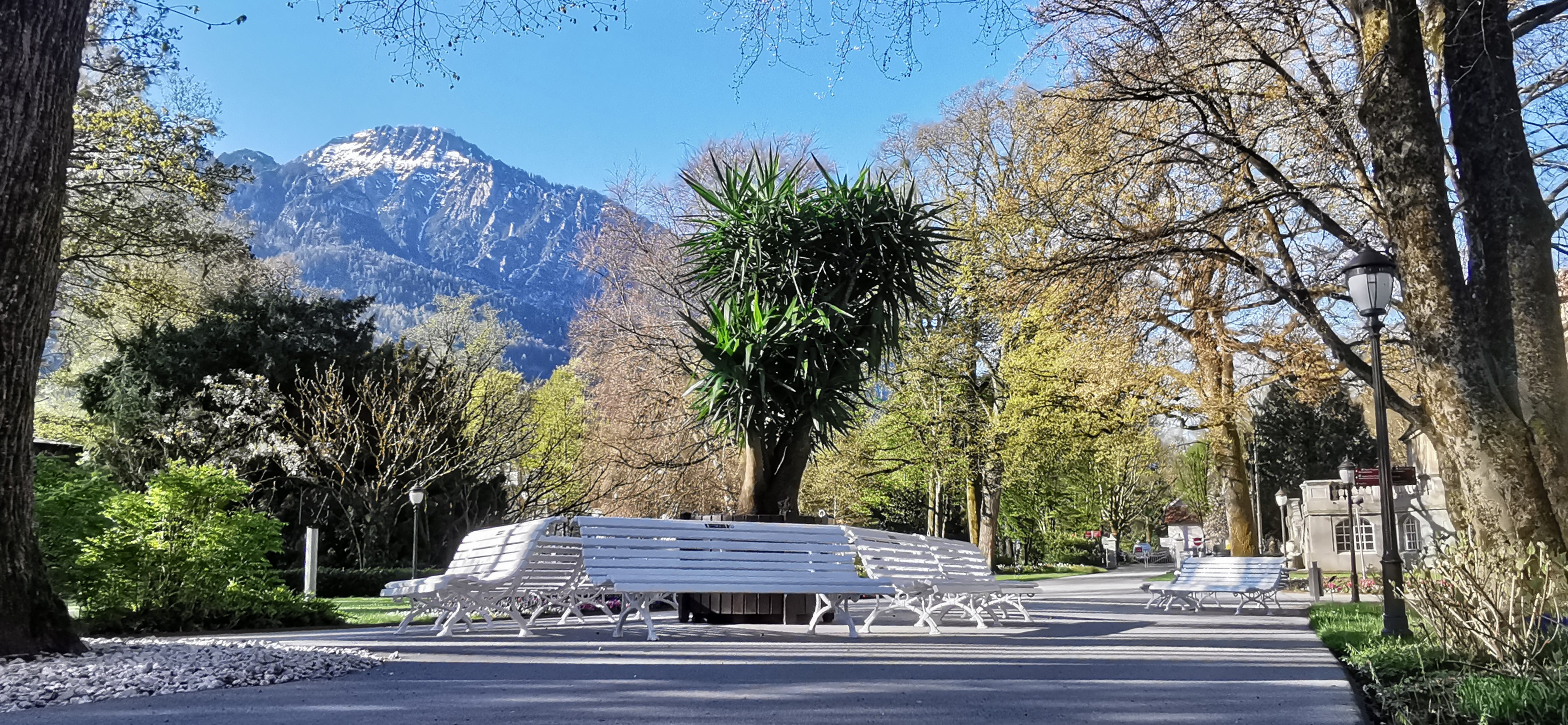
Kurgarten im April

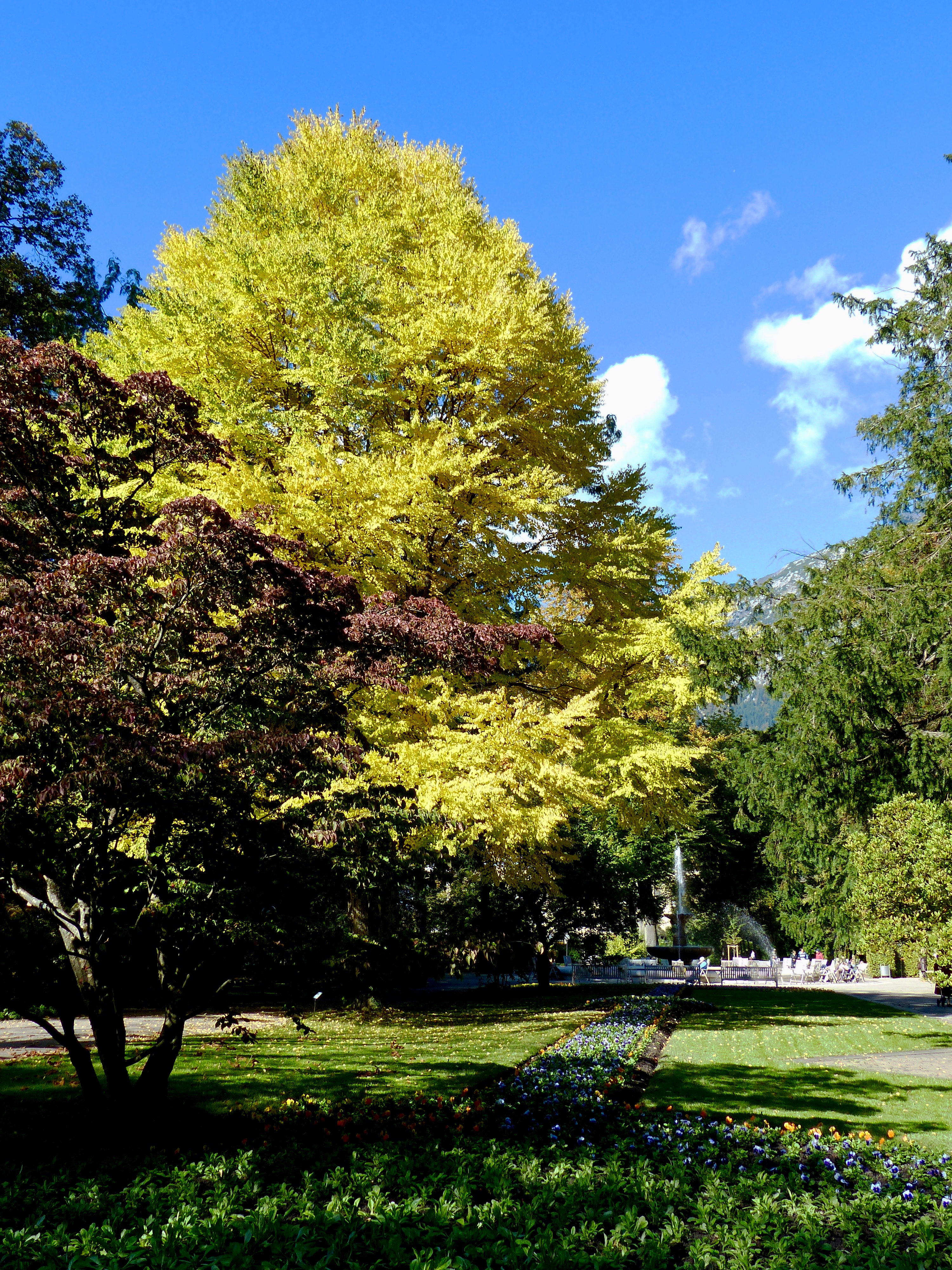
Kurgarten im Oktober

Die Wiege des Kurortes stand nicht in Reichenhall, das erst 1890 den Zusatz Bad erhielt, sondern im benachbarten Kirchberg, das bis zur Gebietsreform in den 1970er Jahren zur eigenständigen Gemeinde Karlstein gehörte. Die dortige Kirchbergquelle ist ab 1713 historisch belegt und ab 1786 wurden im dortigen Bad auch Solebäder zu Heilzwecken verabreicht. Als Ernst Rinck 1846 im heutigen Hotel Axelmannstein die erste Sole- und Molkenkuranstalt in Reichenhall eröffnete, war dies der Anfang einer Erfolgsgeschichte für Kur, Tourismus und Erholung in der Stadt. Im Apotheker Mathias Mack, der zu dieser Zeit auch Bürgermeister von Reichenhall war, fand Rinck einen geschäftstüchtigen Mitstreiter und gemeinsam etablierten sie nach und nach Reichenhall als begehrtes Reiseziel, insbesondere bei wohlhabenderem Publikum und dem Adel aus ganz Europa. Vor der Gründung des Kurgartens verweilten die Gäste im hauseigenen Park des Axelmannstein, wo man während der Sommermonate zur Unterhaltung eine Badmusik aus rund zehn Musikern engagiert hatte. Es wurde warme Ziegenmolke ausgeschenkt und auch die Kurärzte der Stadt nutzten den Park, um Ratschläge zu erteilen, Rezepte auszuschreiben und Kuranwendungen anzubieten.
Die Gradierwerke der Alten Saline zogen sich zu dieser Zeit noch weit durch das Reichenhaller Tal. Dort wurde der Salzgehalt der Sole vor dem Versieden erhöht. Das Areal nordwestlich des Axelmannsteins rund um das dortige Gradierwerk wurde in der Mitte des 19. Jahrhunderts zwar noch landwirtschaftlich genutzt, doch war das Gelände bei den Kurgästen überaus beliebt, um im Schatten die salzhaltige Luft einzuatmen. In dieser Zeit wurden im Bereich des heutigen Gradierhauses Ruhebänke für die Gäste aufgestellt. Als der Garten des Axelmannsteins angesichts steigender Gästezahlen langsam zu klein wurde, versuchte die Stadt, eine Überlassung des Geländes durch die Salinenverwaltung zu erreichen. Erst vier Jahre später, als entschieden war, die Solegradierung aufzugeben, wurden Gradierwerke und Wiesen umgewidmet.
Ab 1868 gestaltete der Münchner Hofgarteninspektor Carl von Effner den Park, der weniger einer höfisch anmutenden Geometrie folgte, sondern den Eindruck eines frei empfundenen Landschaftsgartens vermitteln sollte. Ein eigens angestellter Kurgärtner sorgte für die Kultivierung des Gartens mit südländischen Ziersträuchern und Baumgruppen, Platanen und Esskastanien. In jenen Jahren propagierte man das milde Klima Reichenhalls; der Slogan „oberbayerisches Meran“ wurde vielfach zitiert. Zur gleichen Zeit wurde ein Solebrunnen vor den Gradierhäusern errichtet, dessen Fontäne täglich 100.000 Liter Salzwasser in die Luft sprühte und sie zusätzlich salzhaltig anreicherte. 1868 gilt außerdem als Geburtsstunde der Reichenhaller Philharmoniker. Da vermehrt Kritik an der Badmusik unter dem Stadtthürmermeister Konrad Landrichinger laut geworden war, engagierte man den Münchner Dirigenten und Komponisten Josef Gung’l. Er stellte ein aus 18 Berufsmusikern bestehendes Ensemble zusammen und forderte erfolgreich die Errichtung einer Musikbühne, die sich damals noch im Garten des Hotels Axelmannstein befand.
1878 wurden dem Badkommissariat die Gebühren für die Abhaltung der Kurkonzerte im Garten des Axelmannsteins zu teuer, man verlagerte die Konzerte in den Kurgarten und ließ dort eine überdachte Wandelbahn und einen Musikpavillon errichten, wo unter der Leitung von Carl Hünn das mit 28 Musikern besetzte Orchester spielte. Die Kurgartenbeleuchtung im Garten des Axelmannsteins ab dem gleichen Jahr wurde als besondere Attraktion auch für den Kurgarten der Stadt übernommen und als Italienische Nächte angepriesen; bis heute gibt es sie. In der Nordostecke des Parks befanden sich zum Zeitvertreib der Kinder Schaukeln und eine Kegelbahn, dieser Bereich war einer der ersten Kinderspielplätze in Bayern. Die Erwachsenen spielten zu dieser Zeit auch Crocket und Rasentennis im Kurgarten.
Nachdem die Stadt seit 1890 bereits den Zusatz „Bad“ im Namen tragen durfte, wurde Bad Reichenhall 1899 der Titel eines königlichen Staatsbades verliehen. Zur gleichen Zeit wurde im westlichen Teil des Kurgartens das neubarocke Königliche Kurhaus durch Max Littmann errichtet. Ab der Jahrhundertwende gestaltete der königliche Hofoberbaurat Eugen Drollinger den Kurgarten neu, um dem Anspruch eines königlichen Bades mit weltmännischer Ausrichtung gerecht zu werden. Das Orchester unter Gustav Paepke, der es vier Jahrzehnte lang leitete, war auf 44 Musiker angewachsen und entsprach dem Weltkurort Bad Reichenhall.

„So war denn das Ziel der Sehnsucht von Jahrzehnten endlich erreicht. Reichenhall hatte ein seiner Bedeutung entsprechendes äußeres Gewand für sein Kurleben.“

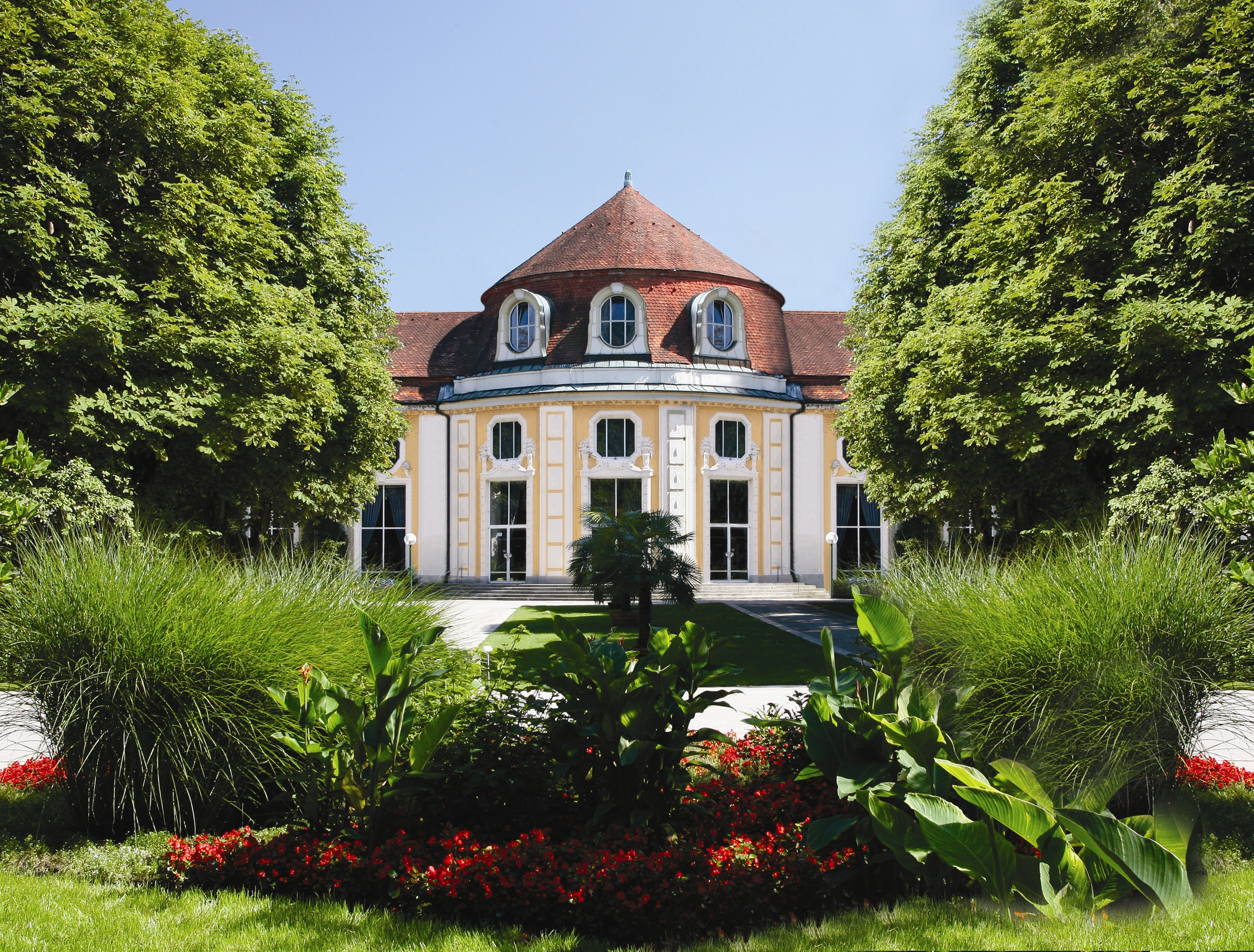
Konzertrotunde

Am 28. Juni 1914 gab das Orchester unter der Leitung von Paepke ein Konzert vor etwa 1000 Kurgästen. Als Georg Friedrich Händels Largo zu Ende gespielt wurde, hängte ein Zeitungsbote die Telegrammnachricht von der Ermordung des österreichisch-ungarischen Thronfolgerehepaares in Sarajevo auf. Das Konzert wurde sofort unterbrochen und Erzherzog Ludwig Viktor, der jüngste Bruder Kaiser Franz Josephs, der regelmäßig die sonntäglichen Konzerte in Bad Reichenhall besuchte, verließ die Stadt sofort in Richtung Salzburg. Zum Zeitpunkt des Kriegsausbruches befanden sich etwa 3000 ausländische Kurgäste in Bad Reichenhall, ab Mitte August verließen die meisten russischen Staatsangehörigen die Stadt über München in die neutrale Schweiz und entgingen dort der Oktoberrevolution 1917 im eigenen Land.
Während der Kriegsjahre kamen Kur und Tourismus in der Stadt nahezu vollständig zum Erliegen. Kurpensionen wurden in Lazarette umgewandelt und im Kurgarten bauten Kriegsgefangene ab April 1917 in den Blumenbeeten Gemüse an. Nach 1918 wurde versucht, an alte Erfolge anzuknüpfen, jedoch hatte der Krieg die gesellschaftlichen Strukturen in Europa verändert und das Publikum in der Stadt war weniger betucht als noch am Anfang des 20. Jahrhunderts. 1928 wurde das Staatlich-Städtische Kurmittelhaus am südlichen Ende des Kurgartens gegenüber dem Hotel Axelmannstein eröffnet. Die Weltwirtschaftskrise in den 1920er Jahren bedeutete erneut einen Einschnitt für den Kurbetrieb der Stadt. 1923, nachdem die Ortsgruppe der NSDAP gegründet wurde, verteilten Halbwüchsige „Freibilletts nach Jerusalem“ im Kurgarten an jüdische Gäste. 1937 wurde das Prinzregenten-Denkmal, in den Augen der Nationalsozialisten ein Symbol des „damaligen Hofjudentums mit dem Wittelsbacher Hofe“, demontiert. Hauptgrund für die Entfernung war die jüdische Abstammung Alfred Nathans, der das Denkmal gestiftet hatte. Die Büste des Prinzregenten-Denkmal schuf Ferdinand von Miller, sie wurde am 12. März 1912 – am Geburtstag des Prinzregenten Luitpold – feierlich enthüllt. Trotz Protesten von Seiten der Bevölkerung wurde das Denkmal nicht wieder aufgestellt. 1941 plante man einen radikale Neugestaltung des Kurgartens mit einem monumentalen Lesesaalbau an der Kurstraße. „Entartete“ und „nichtarische“ Musik wurden aus dem Kurgarten verbannt, wenngleich sich der Dirigent Florenz Werner lang dagegen wehrte. 1944 wurde das vorerst letzte Kurkonzert im Kurgarten gegeben.
Am 22. Juni 1945, nicht einmal zwei Monate nach der Bombardierung der Stadt, spielte ein aus Musikern vieler Nationen notdürftig zusammengesetztes Orchester wieder im Kurgarten. Es dauerte bis 1952, bis der bereits verwilderte Kurgarten eine Neugestaltung erfahren sollte. Insbesondere der Brunnenplatz sollte neu und ansprechender gestaltet werden. Mit Genehmigung des amerikanischen Generalkonsuls wurden die Teile des marmornen Atlasbrunnens von Joseph Wackerle aus dem Platterhof in Berchtesgaden in den Kurgarten gebracht und dort, mit einer Erweiterung um zwei Bassins, wieder aufgebaut. 1958 wurden der Kurhaussaal, die Trinkhalle und die Wandelhalle neu gestaltet. 1961 wurde zudem ein Musikpavillon errichtet. 1980 wurden Gradier- und Kurhaus renoviert, ohne dabei den historischen Charakter des denkmalgeschützten Kurparks zu verändern. Es gibt wieder einen Kinderbereich, den von Effner bereits in der Anfangszeit des Kurgartens „zum Zwecke der Benutzung als Spielplatz“ mit eingeplant hatte. Trotzdem ist der Kurgarten bis heute in erster Linie der Erholung gewidmet.

## Lage
Der Kurgarten liegt zwischen Salzburger Straße, Kurstraße und Bahnhofstraße, die in diesem Bereich – mit Ausnahme eines sehr kurzen Stücks der Kurstraße und der Bahnhofstraße – ausschließlich Fußgängerzone sind. In unmittelbarer Nähe befindet sich das Hotel Axelmannstein, das als Sole- und Molkenkuranstalt ab 1846 die erste Kuranstalt der Stadt war. Nördlich an den Kurgarten grenzt das Ensemble Kurviertel an, wo sich heute noch viele Villen aus der Blütezeit des Kurorts um 1900 befinden. Am südlichen Ende befindet sich das 1928 errichtete Kurmittelhaus.